# Dalovice (kraj karlowarski)
Dalovice – wieś i gmina w Czechach, w powiecie Karlowe Wary, w kraju karlowarskim. Według danych z dnia 1 stycznia 2013 liczyła 1 951 mieszkańców.